# 陳信安
陳 信安（チェン・シンアン、1980年7月1日 - ）は、台湾・台北市出身のプロバスケットボール選手である。195cm。ポジションはシューティングガード・スモールフォワード。

## 来歴
台北市立体育学院を卒業後、台湾銀行に入団。
2000年、裕隆恐龍（ユロン・ダイナソーズ）に移籍。台湾銀行時代の1999年より2002年までMVPを獲得し続ける。
1998年からは台湾代表にも名を連ねる。
2002年にはNBA、サクラメント・キングスのトレーニングキャンプに参加。
2003年より開幕した超級籃球聯賽（SBL）でもMVPを獲得。
2004年に渡米し、アメリカンバスケットボール協会（ABA）のオレンジカウンティ・クラッシュでプレー。
2005年にはロングビーチ・ジャムに移籍。
シーズン後、チームが解散したため裕隆恐龍に復帰。2009年東莞レオパーズに契約。
2011年10月7日、璞園建築籃球隊に2年契約した｡
2013年11月16日、引退を発表。